# Узкоколейная железная дорога Поломского Торфопредприятия
УЖД Поломского Торфопредприятия — бывшая узкоколейка, находившаяся в Кезском районе Удмуртской республики. Узкоколейка являлась торфовозной и принадлежала Поломскому торфопредприятию, находившемуся в посёлке Поломское (на некоторых картах - пос. Полом)

## История
Первый участок узкоколейной железной дороги возник в 1953 году через 4 года после открытия торфопредприятия. Он шел от торфомассива Тугалуд и поселка Полом, который являлся опорным центром, до станции Зилай на линии Ижевск - Балезино, где торф перегружался на широкую колею.
Позднее линию продлили в двух направлениях: одно вело на Октябрьскую ГЭС, находившуюся на слиянии рек Чепца и Лоза, другое — на торфомассив Штапегурт, 2-й торфоучасток и два менее крупных поселка торфодобытчиков — Ключевка и Максимовка.
Также на узкоколейной железной дороге имелось соединение с узкоколейкой Верхнелюкского лесопункта, начинавшееся на 15 км дороги. Вероятно, торфопредприятие закупало лес для своих целей.
УЖД Поломского торфопредприятия хоть и имело единую связь, ветка принадлежала другому ведомству.
В 1990-е годы на узкоколейке прекратилось грузовое сообщение: торф стали вывозить автотранспортом из-за его очень маленького объема добычи. Перегрузочную станцию в Зилае разграбили и разрушили. В конце 90х в Максимовке была достроена автодорога, которую строили еще с середины 80х годов. Вследствие чего, в 1999 году, участок Полом — Ключёвка — Максимовка был разобран.
До последних лет она использовалась только для пассажирского сообщения.
Поезд состоял из одного исправного тепловоза ТУ6А и вагона ПВ40.
Протяженность линии от Полома до бывшей перегрузочной станции в Зилае составляла 8,5 километров. Само путевое развитие находилось в километре от села Зилай.
Само торфопредприятие формально уже и не существовало, так как оно занималось деревообработкой.
Несмотря на плохое положение, дорога ремонтировалась не хуже, чем в лучшие времена. Каждый день путейцы выезжали на линию ремонтировать путь
с применением тепловоза и платформы, загруженной новыми шпалами.

### Закрытие
В 2005 году движение по узкоколейке было закрыто. Рельсы и подвижной состав простояли до осени 2006 года в надежде на возобновление движения, но движение не возобновилось, а узкоколейка была разобрана,  подвижной состав порезан. До Полома теперь ходит автобус из райцентра - поселка Кез.

## Галерея

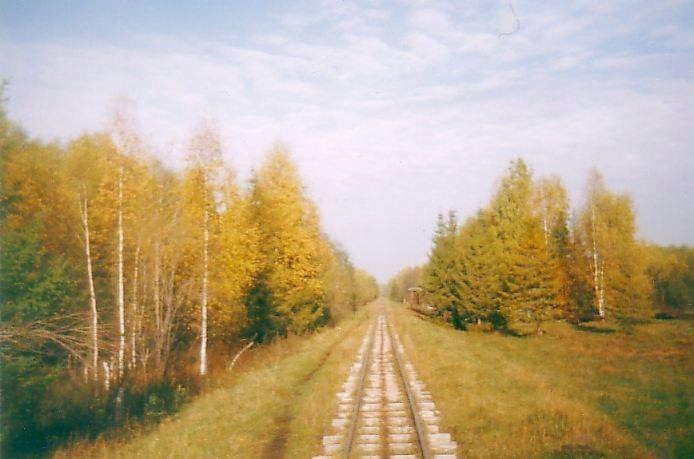
Участок Зилай - Полом
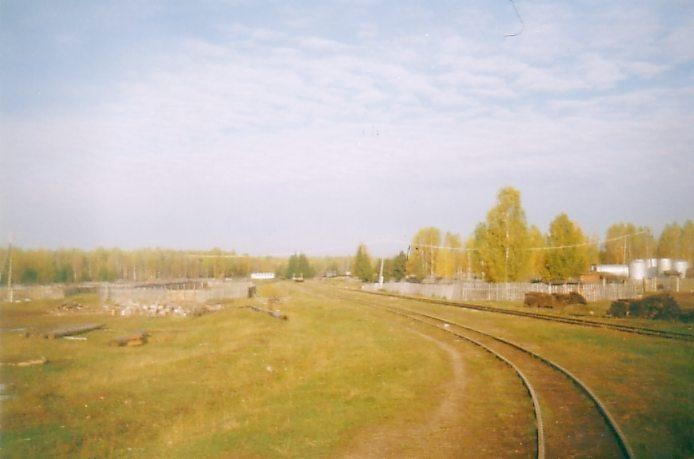
Станция узкоколейки в Поломе
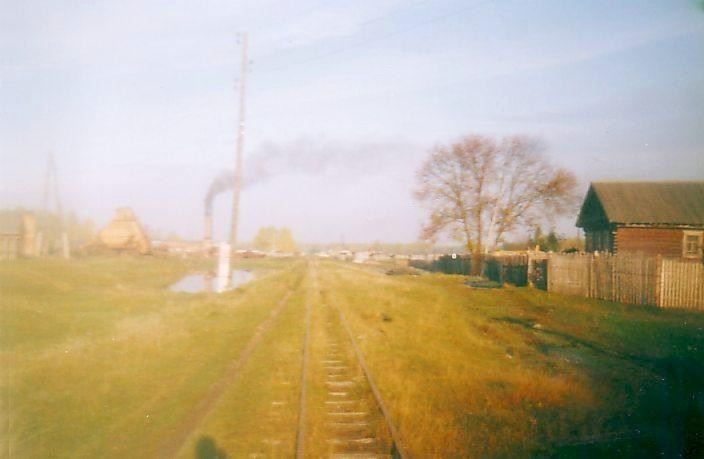
Заброшенная линия Полом - ГЭС (непригодна для движения)
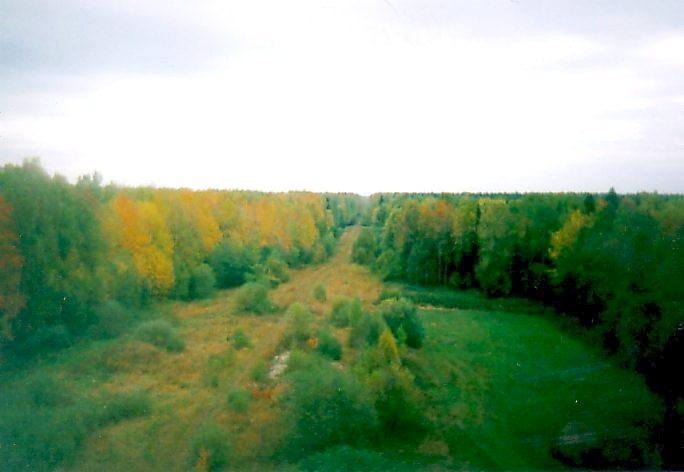
Станция УЖД в Зилае, вид с вышки в направлении Полома
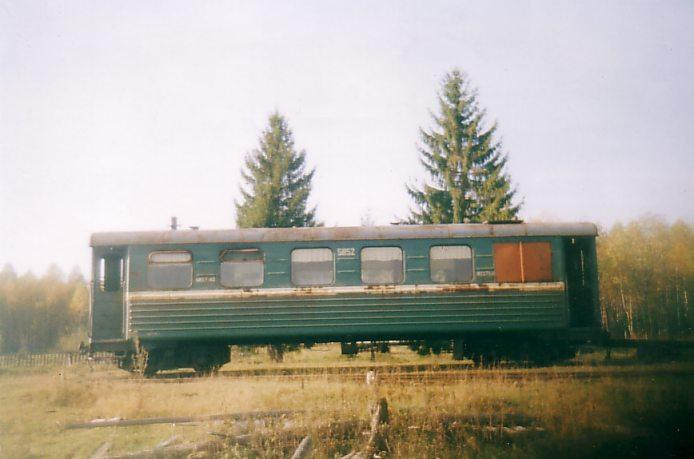
Пассажирский вагон
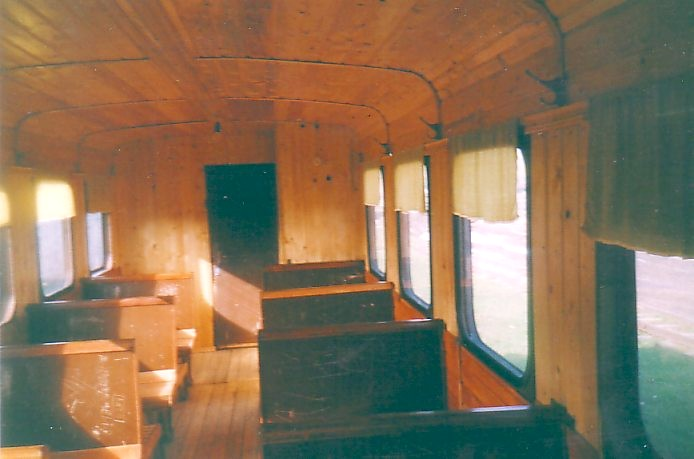
Интерьер пассажирского вагона

## Описание линии
- ст. Перегрузочная (с. Зилай)
- р. Пулыбка
- р. Чубойка
- Поломское
- 8 км (Ответление на Октябрьскую ГЭС, р. Туга)
- 15 км (ответление на Верх. Люк)
- Ключевка
- р. Люк
- Максимовка

## Современное состояние
От узкоколейки осталась просека, насыпь и мосты через речки Пулыбка и Чубойка.
По насыпи идет грунтовая автодорога.
От депо и торфопредприятия остались лишь руины.

## Подвижной состав

### Локомотивы
- ТУ4
- ТУ7
- ТУ6А — № 2662 (был последним исправным тепловозом, работал с пассажирским поездом)
- ТУ8 — № 0233 (был законсервирован в депо из-за отсутствия двигателя)
- ЭСУ1
- ЭСУ2А

У остальных номера неизвестны

### Вагоны
- Вагоны платформы
- Вагоны цистерны ВЦ20
- Пассажирские вагоны ПВ40
- Полувагоны для торфа

### Путевые машины
- Дрезина ПД1